# Henning Ferber
Henning Ferber (* 1971 in Starnberg) ist ein deutscher Filmproduzent.

## Leben
Ferber wurde in Starnberg geboren und begann seine Karriere mit einer Ausbildung  bei der Arri Group, wo we anschließend als Studio- und Projektleiter tätig war. Im Anschluss produzierte er mit  seiner Firma bbp productions vornehmlich Werbefilme und war als Produktionsleiter für zahlreiche Münchner Filmproduktionen tätig. Ab 2000 absolvierte Ferber einen Masterstudiengang in Audiovisual Management an der Media Business School in Madrid und Ronda. 2003 gründete er gemeinsam mit Produzent Marcus Welke die Produktionsfirma Film1 mit Sitz in Berlin, deren erste Projekt Lars Kraumes Keine Lieder über Liebe (2005) war. 2014 gegründete Ferber die Henning Ferber Filmproduktions, die Stoffe für Kinofilme und TV-Projekte für den deutschsprachigen und internationalen Markt entwickelt.

## Filmografie (Auswahl)
- 2005: Keine Lieder über Liebe
- 2009: Mitte Ende August
- 2009: Lila, Lila
- 2009: Phantomschmerz
- 2011: Rubbeldiekatz
- 2012: Heiter bis wolkig
- 2014: Alles ist Liebe
- 2018: Kidnapping Stella
- 2020: Lassie – Eine abenteuerliche Reise